# Antônio Maria Correia de Sá e Benevides
Antônio Maria Correia de Sá e Benevides (Campos dos Goytacazes 23 de fevereiro de 1836 — Mariana 15 de julho de 1896), foi um prelado brasileiro, oitavo bispo da diocese de Mariana e quarto bispo de Goiás.

## Biografia
Dom  Antônio Maria Correia de Sá e Benevides nasceu em Campos dos Goytacazes, de uma das famílias mais nobres do Império. Seu pai era José Maria Correa de Sá, descendente do descendente dos Viscondes de Asseca e gentil homem da Casa Imperial e sua mãe, D. Leonor Maria Saldanha da Gama, filha dos condes da Ponte e dama honorária da Imperatriz D. Teresa Cristina. Era irmão de José Maria Correia de Sá e Benevides. Depois de terminar seus estudos primários, Dom Benevides matriculou-se no Imperial Colégio Dom Pedro II, onde terminou seus estudos secundários, tornando-se bacharel em Letras, em 1853. Aos 17 anos cursou a Escola Central, onde se formou bacharel em ciências físicas e naturais. Foi também professor e Vice-reitor do Colégio Pedro II
Foi ordenado diácono em 11 de dezembro e padre em 17 de dezembro de 1864.
Foi nomeado bispo de Goiás em 30 de agosto de 1876 por indicação de Dom Pedro II, sendo confirmado em 18 de dezembro. Em 24 de abril de 1877, por indicação da Princesa Imperial, foi nomeado bispo de Mariana, sendo seu nome confirmado em 25 de junho, pelo Papa. Recebeu a sagração episcopal em 9 de setembro, pelas mãos do núncio apostólico Cesare Roncetti. Tomou posse de sua diocese em 17 de novembro de 1877. Foi assim o primeiro brasileiro nato a assumir a diocese. Embora fosse de família nobre, deu grande amparo aos escravos que, durante o seu governo, obtiveram a Lei Áurea. Consta que ordenou 202 sacerdotes. De pouca saúde, sofreu no leito longo tempo, vindo a falecer em Mariana, aos 15 de julho de 1896, no Palácio Episcopal, já durante a República. Seus restos mortais se encontram sepultados na Cripta da Catedral Basílica de Nossa Senhora da Assunção, em Mariana.